# سهل بن زنجلة
سهل بن زنجلة هو أبو عمرو سهل بن أبي سهل الرازي، من أئمة الحديث الثقات، مولده سنة بضع وستين ومائة. ارتحل في الحديث وكتبه سنة نيف وثمانين ومائة. وحدث ببغداد بعد الثلاثين ومائتين، وجمع وصنف، وذاكر الحفاظ، وعمل المسند الكبير. قال أبو يعلى الخليلي: سهل ثقة حجة، ارتحل مرتين، وله تصانيف، ولا يقدم عليه أحد في الإتقان والديانة من أقرانه في وقته. توفي سنة ثمان وثلاثين ومائتين في عشر الثمانين.

## روايته للحديث النبوي
- حدث عن: جرير بن عبد الحميد، وأبي بكر بن عياش، وسفيان بن عيينة، وأبي معاوية الضرير، والوليد بن مسلم، وحفص بن غياث، ووكيع، وابن نمير، وطبقتهم.
- حدث عنه: ابن ماجه فأكثر، وأبو حاتم الرازي، وأبو زرعة، وابن الجنيد، وإدريس بن عبد الكريم الحداد، وإبراهيم الحربي، وأحمد بن الحسن الصوفي، وعلي بن سعيد بن بشير الرازي، وأبو يعلى الموصلي، ويوسف بن عاصم الرازي، وخلق سواهم.[1]

## الجرح والتعديل
أقوال علماء الجرح والتعديل فيه:
- قال أبو حاتم الرازي: «صدوق».
- قال ابن حجر العسقلاني: «صدوق حافظ».
- قال الذهبي: «الحافظ ثقة».
- قال مسلمة بن القاسم الأندلسي: «ثقة».
- مصنفوا تحرير تقريب التهذيب: «ثقة، وروى عنه جمع من الثقات، ولا نعلم فيه جرحا».